# Афанасий (герцог-епископ Неаполя)
Афана́сий Неаполитанский (англ. Athanasius of Naples, итал. Attanasio di Napoli; умер в 898) — епископ Неаполя (Афанасий II) и герцог Неаполя в 878—898 годах.

## Биография

### Правление
Афанасий был сыном Григория III и братом Сергия II, его предшественников на неаполитанского троне. Уже будучи епископом, Афанасий сверг и ослепил своего брата в 878 году и стал герцогом Неаполя. Узурпация трона была одобрена папой Иоанном VIII, так как папа надеялся, что новый властитель Неаполя разорвёт союз герцогства с арабами. Но уже в следующем 879 году Иоанн VIII отлучил герцога-епископа от Церкви за продолжение союзнических отношений с арабами.
Пользуясь смутами в соседнем княжестве Капуя, Афанасий осадил Капую совместно с византийскими войсками и изгнал оттуда князя Панденульфа. В 881—887 годах Афанасий правил Капуей в качестве вассала салернского князя Гвемара I. Затем Афанасий, пользуясь союзническими отношениями с арабами, воевал с Гвемаром, теснимым арабами, но война закончилась безрезультатно.
Примирившись с папой, Афанасий затем вновь заключил союз с арабами, и папа Стефан V пригрозил непокорному епископу войной. В 887 году Афанасий был вынужден вернуть Капую законному князю Атенульфу I, а война между ними закончилась битвой при Сан-Карцио, не принесшей победы ни одной из сторон. В 895 году Афанасий пытался инспирировать восстание в Салерно против князя, но Гвемару II удалось удержать власть.
Правление Афанасия в Неаполе отличалось возвращением к византийским традициям. Епископ поддерживал добрые отношения с императором и сохранил для потомков много ценных греческих рукописей.
Афанасий оставил дочь Джемму, вышедшую за князя Беневенто Ландульфа I, сына Атенульфа, многолетнего противника Неаполя. Афанасий скончался в 898 году. Его преемником на кафедре стал его брат Стефан, а следующим герцогом — племянник Григорий IV, сын свергнутого Сергия II.

### Дети
- Джемма — замужем за князем Беневенто и Капуи Ландульфом I.